# Pietro Vanessi
Pietro Vanessi (Legnago, 6 marzo 1964 – Milano, 3 aprile 2025) è stato un disegnatore, illustratore e fumettista italiano.

## Biografia
Pietro Vanessi (noto anche come PV) fu pubblicitario, umorista, vignettista, illustratore, docente di Art Direction e Comunicazione all'Istituto Europeo di Design (IED) di Roma; tenne inoltre corsi di Satira e Umorismo a Roma e Milano. Viveva a Roma dal 2001.
Per diversi anni, a fasi alterne, creò e disegnò vignette per varie riviste : dal defunto Verona Infedele, poi Cuore, Emme, Il Vernacoliere, fino ad apparire su testate nazionali e locali.
Dopo una lunga pausa, durata quasi 10 anni, riprese nel settembre del 2006 a dar vita a vignette satiriche e riflessioni sarcastiche su vari temi del nostro vivere quotidiano, occupandosi di satira politica ma, più espressamente, di “satira esistenziale”.
Il mondo di PV costellato di personaggi bizzarri che, incarnano in maniera diversa, alcuni aspetti portanti della vita di ognuno di noi.
Con uno ò il tema delle coppie in crisi e l'incomunicabilità tra maschi e femmine, parlò dell'ineluttabilità della Morte, dispensò suggerimenti d'amore, sentenziò aforismi di filosofia Zen e fece parlare addirittura il pene maschile (Picio).
I suoi personaggi più noti, infatti, sono:
- La Morte Nasona (una Morte cinica, romantica e divertente)
- L'Idiota Zen (Un guru stralunato e un po' filosofo)
- Il Picio (un organo sessuale maschile dotato di bocca e braccia)
- Le Coppie Scoppiate (varie coppie in perenne incomunicabilità)
- DIA (un Dio-femmina disincantata e dissoluta)

Dal 2012 fu il vignettista ufficiale di Conquiste del Lavoro, organo della CISL.

## Libri
- “RIDI, RIDI…” con la prefazione di Claudio Bisio[2]. (2008)
- “Donne e danni… collaterali” Ediz. Arphanet – Milano (2009)
- “Viva l'ItaGlia” Edizioni CentoAutori – Napoli (2011)
- "L'Idiota Zen", Edida (2012) - Ebook
- “Coppie Scoppiate” Edizioni Koinè Nuove Edizioni Roma (2013)
- “PICIO alla riscossa!” Koinè Nuove Edizioni Roma (2014)
- "Disabill Kill", satira e disabilità, scritto e disegnato con Tullio Boi
- "Existenz" con Evandro Della Serra Ed. Lulu.com (2015)
- "L'AppaRenzi Inganna" AA.VV. Edizioni CentoAutori Napoli (2016)
- "Mein Trump", AA.VV. Intrecci Edizioni Roma (2017)

## Mostre personali
- Napoli (Libreria Mondadori) luglio 2007
- Roma (Libreria Odradek giugno 2008 -  Galleria EXTRA settembre 2008)
- Sulmona (AQ) (Chiostro di S.Francesco Scarpa settembre 2009)
- Sulmona (AQ) “I 7 vizi capitali” – settembre 2010-11
- Pergine Valsugana (TN) – Agosto 2013

## Altre partecipazioni
- Ha partecipato alla trasmissione televisiva “Spettacolando” su RAI2
- Ha portato a teatro lo spettacolo “SCOPPIA!” nel maggio 2012.